# Nouvelle-Zélande aux Jeux olympiques de la jeunesse d'hiver de 2012
La Nouvelle-Zélande a participé aux Jeux olympiques de la jeunesse d'hiver de 2012 à Innsbruck en Autriche du 13 au 22 janvier 2012. 

## Résultats

### Ski alpin
La Nouvelle-Zélande a qualifié 2 athlètes.
Hommes
| Athlète           | Épreuve      | Finale        | Finale   | Finale        | Finale |
| Athlète           | Épreuve      | Manche 1      | Manche 2 | Total         | Rang   |
| ----------------- | ------------ | ------------- | -------- | ------------- | ------ |
| Harry Izard-Price | Slalom       | 46 s 12       | 43 s 05  | 1 min 29 s 17 | 23     |
| Harry Izard-Price | Slalom géant | 1 min 00 s 76 | 56 s 31  | 1 min 57 s 07 | 14     |
| Harry Izard-Price | Super-G      |               |          | 1 min 09 s 52 | 31     |
| Harry Izard-Price | Combiné      | 1 min 07 s 66 | 40 s 62  | 1 min 48 s 28 | 22     |

Femmes
| Athlète      | Épreuve      | Finale        | Finale           | Finale           | Finale           |
| Athlète      | Épreuve      | Manche 1      | Manche 2         | Total            | Rang             |
| ------------ | ------------ | ------------- | ---------------- | ---------------- | ---------------- |
| Piera Hudson | Slalom       | 47 s 93       | 41 s 69          | 1 min 29 s 62    | 15               |
| Piera Hudson | Slalom géant | 1 min 00 s 51 | N'a pas terminée | N'a pas terminée | N'a pas terminée |
| Piera Hudson | Super-G      |               |                  | 1 min 08 s 06    | 17               |
| Piera Hudson | Combiné      | 1 min 07 s 52 | 40 s 28          | 1 min 47 s 80    | 16               |

### Biathlon
La Nouvelle-Zélande a qualifié 1 athlète.
Femmes
| Athlète        | Épreuve   | Finale        | Finale  | Finale |
| Athlète        | Épreuve   | Temps         | Manqués | Rang   |
| -------------- | --------- | ------------- | ------- | ------ |
| Olivia Thomson | Sprint    | 23 min 41 s 4 | 1       | 45     |
| Olivia Thomson | Poursuite | 41 min 40 s 3 | 2       | 45     |

### Curling
La Nouvelle-Zélande a qualifié une équipe.
Équipe
- Skip: Luke Steele
- Third: Eleanor Adviento
- Second: David Weyer
- Lead: Kelsi Heath

#### Équipe mixte
| Groupe Bleu        | Skip             | V | D |
| ------------------ | ---------------- | - | - |
| États-Unis         | Korey Dropkin    | 7 | 0 |
| Suisse             | Michael Brunner  | 6 | 1 |
| République tchèque | Marek Černovský  | 4 | 3 |
| Chine              | Bai Yang         | 3 | 4 |
| Norvège            | Markus Skogvold  | 3 | 4 |
| Corée du Sud       | Kang Sue-yeon    | 2 | 5 |
| Nouvelle-Zélande   | Luke Steele      | 2 | 5 |
| Estonie            | Robert-Kent Päll | 1 | 6 |

##### Tour principal
| B                           | 1 | 2 | 3 | 4 | 5 | 6 | 7 | 8 | 9 | 10 | Total |
| --------------------------- | - | - | - | - | - | - | - | - | - | -- | ----- |
| Suisse (Brunner)            | 1 | 1 | 0 | 1 | 0 | 2 | 1 | X |   |    | 6     |
| Nouvelle-Zélande (Steele) X | 0 | 0 | 1 | 0 | 1 | 0 | 0 | X |   |    | 2     |

| A                         | 1 | 2 | 3 | 4 | 5 | 6 | 7 | 8 | 9 | 10 | Total |
| ------------------------- | - | - | - | - | - | - | - | - | - | -- | ----- |
| Nouvelle-Zélande (Steele) | 0 | 0 | 0 | 1 | 0 | 1 | X | X |   |    | 2     |
| États-Unis (Dropkin) X    | 2 | 2 | 1 | 0 | 5 | 0 | X | X |   |    | 10    |

| D                           | 1 | 2 | 3 | 4 | 5 | 6 | 7 | 8 | 9 | 10 | Total |
| --------------------------- | - | - | - | - | - | - | - | - | - | -- | ----- |
| Nouvelle-Zélande (Steele) X | 1 | 1 | 2 | 0 | 0 | 1 | 0 | 2 |   |    | 7     |
| Chine (Bai)                 | 0 | 0 | 0 | 3 | 2 | 0 | 1 | 0 |   |    | 6     |

| B                           | 1 | 2 | 3 | 4 | 5 | 6 | 7 | 8 | 9 | 10 | Total |
| --------------------------- | - | - | - | - | - | - | - | - | - | -- | ----- |
| Nouvelle-Zélande (Steele) X | 0 | 2 | 0 | 2 | 2 | 0 | 0 | 1 |   |    | 7     |
| Estonie (Päll)              | 1 | 0 | 1 | 0 | 0 | 1 | 3 | 0 |   |    | 6     |

| C                           | 1 | 2 | 3 | 4 | 5 | 6 | 7 | 8 | 9 | 10 | Total |
| --------------------------- | - | - | - | - | - | - | - | - | - | -- | ----- |
| Nouvelle-Zélande (Steele) X | 1 | 0 | 2 | 0 | 0 | 2 | 1 | 0 |   |    | 6     |
| Norvège (Skogvold)          | 0 | 2 | 0 | 2 | 2 | 0 | 0 | 1 |   |    | 7     |

| A                              | 1 | 2 | 3 | 4 | 5 | 6 | 7 | 8 | 9 | 10 | Total |
| ------------------------------ | - | - | - | - | - | - | - | - | - | -- | ----- |
| République tchèque (Černovský) | 0 | 2 | 2 | 0 | 3 | 0 | 2 | X |   |    | 9     |
| Nouvelle-Zélande (Steele) X    | 1 | 0 | 0 | 2 | 0 | 1 | 0 | X |   |    | 4     |

| C                         | 1 | 2 | 3 | 4 | 5 | 6 | 7 | 8 | 9 | 10 | Total |
| ------------------------- | - | - | - | - | - | - | - | - | - | -- | ----- |
| Corée du Sud (Kang) X     | 2 | 3 | 0 | 1 | 0 | 0 | 3 | X |   |    | 9     |
| Nouvelle-Zélande (Steele) | 0 | 0 | 1 | 0 | 2 | 1 | 0 | X |   |    | 4     |

### Doubles mixtes
16e de finale
| C                                              | 1 | 2 | 3 | 4 | 5 | 6 | 7 | 8 | 9 | 10 | Total |
| ---------------------------------------------- | - | - | - | - | - | - | - | - | - | -- | ----- |
| Thomas Scoffin (CAN) Kelsi Heath (NZL)         | 0 | 0 | 4 | 1 | 1 | 0 | 3 | X |   |    | 9     |
| Mizuki Kitaguchi (JPN) Thomas Muirhead (GBR) X | 1 | 2 | 0 | 0 | 0 | 2 | 0 | X |   |    | 5     |

| B                                           | 1 | 2 | 3 | 4 | 5 | 6 | 7 | 8 | 9 | 10 | Total |
| ------------------------------------------- | - | - | - | - | - | - | - | - | - | -- | ----- |
| Angharad Ward (GBR) Markus Skogvold (NOR) X | 3 | 1 | 0 | 1 | 0 | 3 | 0 | 0 |   |    | 8     |
| Luke Steele (NZL) Johanna Heldin (SWE)      | 0 | 0 | 3 | 0 | 1 | 0 | 4 | 1 |   |    | 9     |

| D                                         | 1 | 2 | 3 | 4 | 5 | 6 | 7 | 8 | 9 | 10 | Total |
| ----------------------------------------- | - | - | - | - | - | - | - | - | - | -- | ----- |
| Marek Černovský (CZE) Rachel Hannen (GBR) | 0 | 2 | 1 | 2 | 0 | 0 | 2 | 1 |   |    | 8     |
| Denise Pimpini (ITA) David Weyer (NZL) X  | 2 | 0 | 0 | 0 | 2 | 1 | 0 | 0 |   |    | 5     |

| A                                           | 1 | 2 | 3 | 4 | 5 | 6 | 7 | 8 | 9 | 10 | Total |
| ------------------------------------------- | - | - | - | - | - | - | - | - | - | -- | ----- |
| Eleanor Adviento (NZL) Romano Meier (SUI) X | 2 | 0 | 1 | 0 | 1 | 0 | 3 | 0 | 0 |    | 7     |
| Duncan Menzies (GBR) Taylor Anderson (USA)  | 0 | 1 | 0 | 2 | 0 | 2 | 0 | 2 | 1 |    | 8     |

8e de finale
| C                                           | 1 | 2 | 3 | 4 | 5 | 6 | 7 | 8 | 9 | 10 | Total |
| ------------------------------------------- | - | - | - | - | - | - | - | - | - | -- | ----- |
| Korey Dropkin (USA) Marina Verenich (RUS) X | 1 | 0 | 5 | 0 | 1 | 2 | 1 | X |   |    | 10    |
| Luke Steele (NZL) Johanna Heldin (SWE)      | 0 | 1 | 0 | 2 | 0 | 0 | 0 | X |   |    | 3     |

| A                                           | 1 | 2 | 3 | 4 | 5 | 6 | 7 | 8 | 9 | 10 | Total |
| ------------------------------------------- | - | - | - | - | - | - | - | - | - | -- | ----- |
| Thomas Scoffin (CAN) Kelsi Heath (NZL)      | 0 | 1 | 0 | 1 | 1 | 0 | 2 | 0 |   |    | 5     |
| Mikhail Vaskov (RUS) Zuzana Hrůzová (CZE) X | 2 | 0 | 1 | 0 | 0 | 1 | 0 | 2 |   |    | 6     |

### Ski acrobatique
La Nouvelle-Zélande a qualifié 3 athlètes.
Ski cross
| Athlète        | Épreuve          | Qualification | Qualification | Quart de finale | Demi-finale | Finale   |
| Athlète        | Épreuve          | Temps         | Rang          | Rang            | Rang        | Rang     |
| -------------- | ---------------- | ------------- | ------------- | --------------- | ----------- | -------- |
| Samuel Andrews | Ski cross hommes | 1 min 02 s 74 | 18            | Annulées        | Annulées    | Annulées |

Ski half-pipe
| Athlète          | Épreuve              | Qualification | Qualification | Finale        | Finale        |
| Athlète          | Épreuve              | Points        | Rang          | Points        | Rang          |
| ---------------- | -------------------- | ------------- | ------------- | ------------- | ------------- |
| Beau-James Wells | Ski half-pipe hommes | 82,50         | 1 Q           | 85,50         | 4             |
| Samantha Poots   | Ski half-pipe femmes | 52,00         | 7             | Non qualifiée | Non qualifiée |

### Hockey sur glace
La Nouvelle-Zélande a qualifié 2 athlètes.
Hommes
| Athlète(s)   | Épreuve           | Qualification | Qualification | Grande finale | Grande finale |
| Athlète(s)   | Épreuve           | Points        | Rang          | Points        | Rang          |
| ------------ | ----------------- | ------------- | ------------- | ------------- | ------------- |
| Callum Burns | Concours masculin | 21            | 4 Q           | 19            | 4             |

Femmes
| Athlète(s)     | Épreuve          | Qualification | Qualification | Grande finale | Grande finale |
| Athlète(s)     | Épreuve          | Points        | Rang          | Points        | Rang          |
| -------------- | ---------------- | ------------- | ------------- | ------------- | ------------- |
| Libby-Jean Hay | Concours féminin | 15            | 8 Q           | 12            | 8             |

### Luge
La Nouvelle-Zélande a qualifié 1 athlète.
Hommes
| Athlète       | Épreuve       | Finale   | Finale   | Finale         | Finale |
| Athlète       | Épreuve       | Manche 1 | Manche 2 | Total          | Rang   |
| ------------- | ------------- | -------- | -------- | -------------- | ------ |
| Matheson Hill | Simple hommes | 42 s 677 | 41 s 357 | 1 min 24 s 034 | 25     |

### Snowboard
La Nouvelle-Zélande a qualifié 2 athlètes.
Hommes
| Athlète       | Épreuve           | Qualification  | Qualification  | Qualification  | Demi-finale | Demi-finale | Demi-finale | Finale       | Finale       | Finale       |
| Athlète       | Épreuve           | Manche 1       | Manche 2       | Rang           | Manche 1    | Manche 2    | Rang        | Manche 1     | Manche 2     | Rang         |
| ------------- | ----------------- | -------------- | -------------- | -------------- | ----------- | ----------- | ----------- | ------------ | ------------ | ------------ |
| Hamish Bagley | Half-pipe hommes  | 58 s 50        | 64 s 75        | 5 q            | 40 s 50     | 68 s 50     | 5 Q         | 57 s 25      | 46 s 25      | 10           |
| Hamish Bagley | Slopestyle hommes | N'a pas débuté | N'a pas débuté | N'a pas débuté |             |             |             | Non qualifié | Non qualifié | Non qualifié |
| Tim Herbert   | Slopestyle hommes | 44 s 50        | 57 s 00        | 10             |             |             |             | Non qualifié | Non qualifié | Non qualifié |